# ディミット郡 (テキサス州)
ディミット郡（ディミットぐん、英: Dimmit County）は、アメリカ合衆国テキサス州の南部に位置する郡である。2010年国勢調査での人口は9,996人であり、2000年の10,248人から2.5%減少した。郡庁所在地はカリゾスプリングス市（人口5,368人）であり、同郡で人口最大の都市でもある。ディミット郡は1858年に設立され、郡名はテキサス革命の重要人物であるフィリップ・ディミット（Philip Dimmitt）にちなんで名付けられた。郡名の綴りで最後の"t"が1つになったのは、郡名を付ける法案で綴りを誤って記入したためである。

## 歴史

### インディアン
ディミット郡となった地域に住んでいたパレオ・インディアンの遺物からその時代は紀元前9200年のこととされている。前史時代（紀元前6000年から紀元後1000年）からスペイン人がこの地域に入ってくるようになるまで、狩猟採集型の民族の数が増していた。これらインディアンは大半が野生動物、野生の果樹、種および根で生活していた。木片や石から道具を作り、籠を編み、ウサギの皮のローブを縫製し、土器を作り、弓矢で狩りを行っていた。最も効果的な武器はアトラトルという投擲型の棒であり、その槍の効果を上げていた。この地域に入っていたコアウイルテック族はアパッチ族やコマンチ族に追い出された。好戦的な部族は開拓者を脅し、地域から出て行かせることもあった。テキサス・レンジャーと地域の志願者の圧力、さらには疫病が災いして、1877年までにこの地域からインディアンが居なくなった。

### 野生馬の砂漠
ディミット郡を含むリオ・グランデ川とニュエセス川の間の地域は、「野生馬の砂漠」（Wild Horse Desert）と呼ばれる境界論争があった地域であり、テキサス共和国もメキシコ政府もはっきりと統治したことは無かった。米墨戦争が終わるまで領有権の論争が続いた。その後のこの地域は無法者で溢れるようになり、開拓者を怖がらせた。1930年代にメキシコとアメリカ合衆国の間で合意が形成され、むかしメキシコ政府が与えた土地特許の継承者に損害賠償を行った。

### 郡の成立と成長
1858年、ディミット郡はベア郡、ウェブ郡、マーベリック郡、ウバルデ郡の一部をあわせて公式に設立された。組織化は1880年だった。カリゾスプリングスが郡庁所在地に指定された。
デミット郡に入ってきた初期開拓者は、メスキート、オーク、セイヨウトネリコなど樹木のある草原と、バッファロー、シカ、シチメンチョウ、野生馬、パンサー、ベッカリーなど野生動物の豊富な土地を見出した。広大な地下耐水層から湧き出る泉が水流を作り、巨大なナマズ、ザリガニ、イガイなどを育てていた。探検者たちは野生馬を狩ることや牛に水を与えるために良い場所だと判断した。
1865年、牛飼いの草分けであるリーバイ・イングリッシュが、アタスコサ郡からの15家族と共に現在のカリゾスプリングスの地に入った。その2年後にはゴリアド郡から2番目の集団が加わった。初期の住宅は粗野なアドベ造りか地下壕だった。1880年、リーバイ・イングリッシュが町に郡庁舎、学校、教会を建設するための土地を寄付した。
1880年代はメキシコとの国境の両側から無法行為、強盗行為、牛泥棒などが横行した。連邦保安官になったキング・フィッシャーが無法状態を鎮めることに貢献した。フィッシャーは「ドライ」にも拘ったので、住民投票でアルコールの販売を違法とした。
ディミット郡で最初に石油が見つかったのは1943年のことだった。1980年、ディミット郡の農夫は農産物で約2,000万ドルを稼ぎ、一方石油とガスは約6,000万ドル分が生産された。
1914年に結成された白人優先協会は、メキシコ系アメリカ人を郡の政治に参加させないようにするために考案された。1944年、「スミス対オールライト事件」に対するアメリカ合衆国最高裁判所判決では、白人優先協会を違憲と裁定した。

### 水
1884年、D・C・フレーザーがカリゾスプリングス近くで最初の噴泉を掘り出し、1分間に数ガロンも噴出させた。1900年までに25の噴泉が水を溢れ出させていたが、その水の大半は棄てられ、灌漑にはほとんど使われていなかった。J・S・テイラー大佐が郡内に大規模なバミューダ・タマネギとイチゴの栽培を導入し、郡内では初めて大規模に灌漑を行うことになった。1899年、テイラーはニュエセス川に30フィート (9 m) のダムを造り、農地2,000エーカー (8 km2) を灌漑した。また深い噴泉も掘った。1910年までにテイラーの方法が多くの開発者や野菜農家によって真似された。この灌漑によってディミット郡はテキサス州の冬の庭園地域に仲間入りした。
しかし1920年代までに噴泉は涸れ始めた。高価なポンプを導入する必要性が生じて、農業を辞めた者も多かった。1934年までにアメリカ合衆国内務省が、既存の水供給状態ではさらなる発展が望めないと判断した。1965年時点で15,000エーカー (60 km2) の土地が灌漑されただけだった。土地の多くは放牧地に戻された。

### 石油
2011年、イーグルフォード油田では、3,000の油井で堅いシェール層から水圧破砕法によって石油を抽出する方法が開発中であると報告された。石油は郡の事業活動に貢献しているが、水圧破砕が周辺の岩盤を壊すことで大量の加圧された水を井戸に噴出させ、水の供給に問題を起こす恐れた指摘されている。

## 地理
アメリカ合衆国国勢調査局に拠れば、郡域全面積は1,334平方マイル (3,455.0 km2)であり、このうち陸地1,331平方マイル (3,447.3 km2)、水域は3平方マイル (7.8 km2)で水域率は0.27%である。

### 主要高規格道路
- アメリカ国道83号線
- アメリカ国道277号線
- テキサス州道85号線

### 隣接する郡
- ザバラ郡 - 北
- フリオ郡 - 北東
- ラサール郡 - 東
- ウェブ郡 - 南
- マーベリック郡 - 西

## 人口動態
以下は2000年の国勢調査による人口統計データである。
| 基礎データ - 人口: 10,248人 - 世帯数: 3,308 世帯 - 家族数: 2,646 家族 - 人口密度: 3人/km2（8人/mi2） - 住居数: 4,112軒 - 住居密度: 1軒/km2（3軒/mi2） 人種別人口構成 - 白人: 76.95% - アフリカン・アメリカン: 0.88% - ネイティブ・アメリカン: 0.70% - アジア人: 0.66% - 太平洋諸島系: 0.07% - その他の人種: 18.23% - 混血: 2.51% - ヒスパニック・ラテン系: 84.97% 年齢別人口構成 - 18歳未満: 33.2% - 18-24歳: 8.8% - 25-44歳: 24.7% - 45-64歳: 20.7% - 65歳以上: 12.6% - 年齢の中央値: 32歳 - 性比（女性100人あたり男性の人口） - 総人口: 94.3 - 18歳以上: 91.1 | 世帯と家族（対世帯数） - 18歳未満の子供がいる: 42.0% - 結婚・同居している夫婦: 57.4% - 未婚・離婚・死別女性が世帯主: 17.2% - 非家族世帯: 20.0% - 単身世帯: 18.0% - 65歳以上の老人1人暮らし: 93% - 平均構成人数 - 世帯: 3.06人 - 家族: 3.48人 収入と家計 - 収入の中央値 - 世帯: 21,917米ドル - 家族: 24,579米ドル - 性別 - 男性: 25,000米ドル - 女性: 15,370米ドル - 人口1人あたり収入: 9,765米ドル（アメリカ合衆国の郡では最貧クラス） - 貧困線以下 - 対人口: 33.2% - 対家族数: 29.7% - 18歳未満: 40.3% - 65歳以上: 31.5% |

## 政治
テキサス州が共和党の強力な地盤であり、2004年の大統領選挙でもジョージ・W・ブッシュを強く支持したにも拘わらず、ディミット郡は昔から民主党の地盤であり、この年もマサチューセッツ州選出の上院議員ジョン・ケリーを支持した。ケリーが郡の2,365票を得たのに対し、ブッシュは1,188票だった。
1981年から1988年、ディミット郡地区検事はラレド出身の著名な法廷弁護士フリオ・A・ガルシアだった。当時の管轄範囲はウェブ郡、ジムホッグ郡、ザパタ郡およびディミット郡だった。

## 教育
ディミット郡の教育はカリゾスプリングス独立教育学区が管轄している

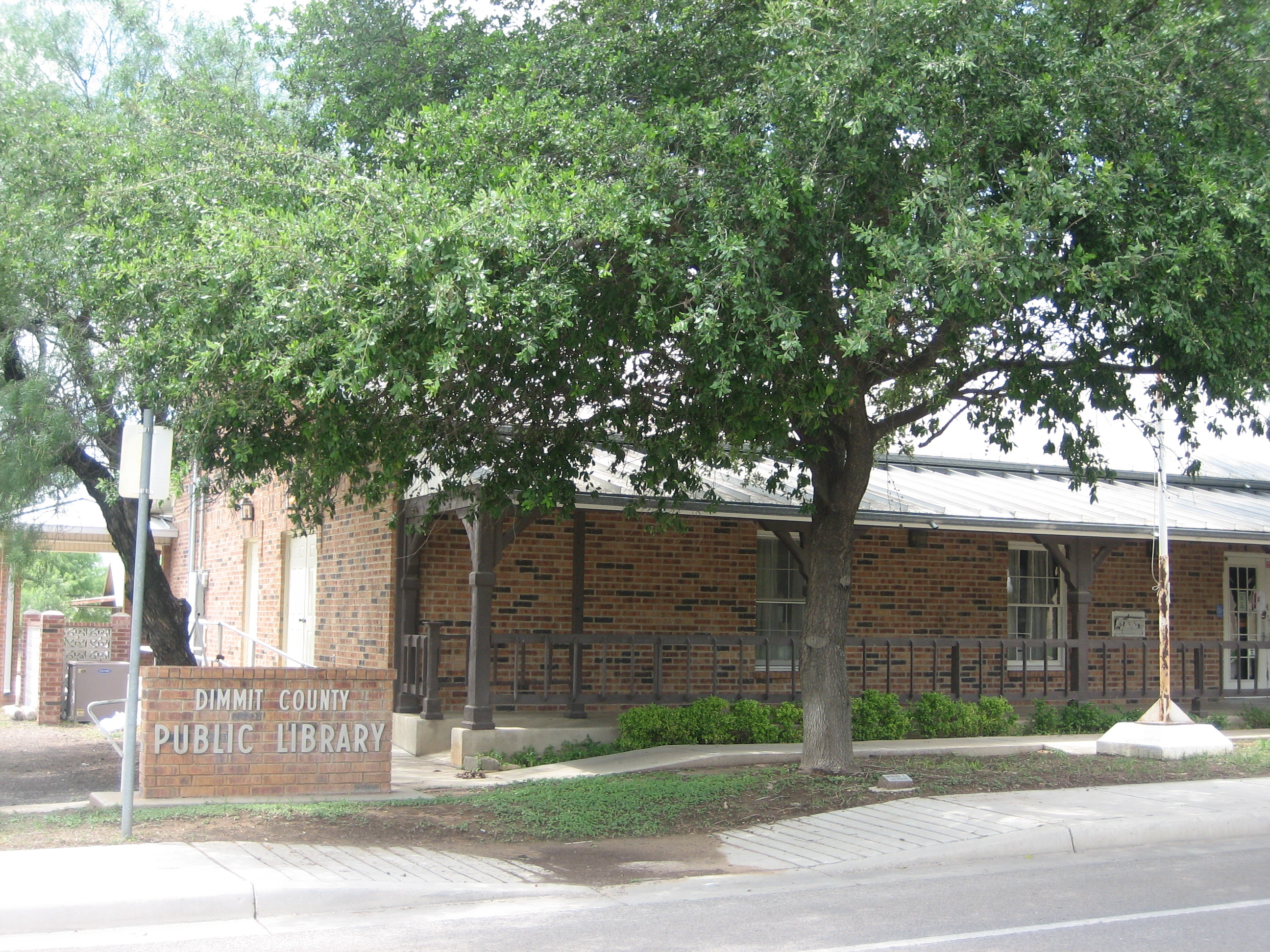
カリゾスプリングス市にあるディミット郡図書館

## 都市と町
- アシャートン
- ビッグウェルズ
- カリゾスプリングス - 郡庁所在地

### 国勢調査指定地域
- ブランデージ
- カリゾヒル
- カタリナ